# Kia Optima
La Kia Optima (ou K5 selon le marché) est une berline du constructeur automobile Sud-coréen Kia, qui remplace la Kia Magentis en Amérique du Nord. Elle est la berline haut de gamme de la marque en Europe.

## Histoire

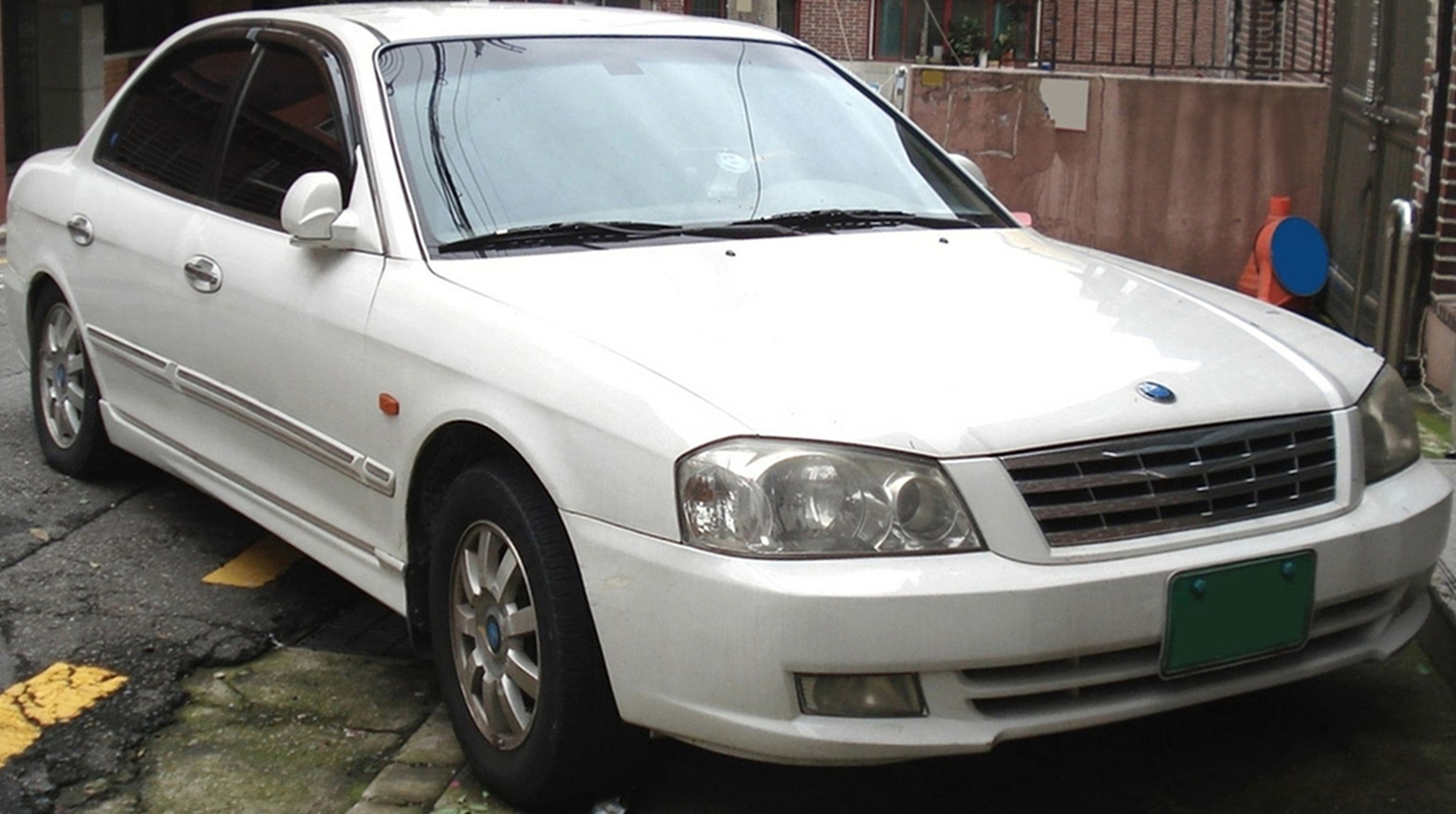
Kia Optima I

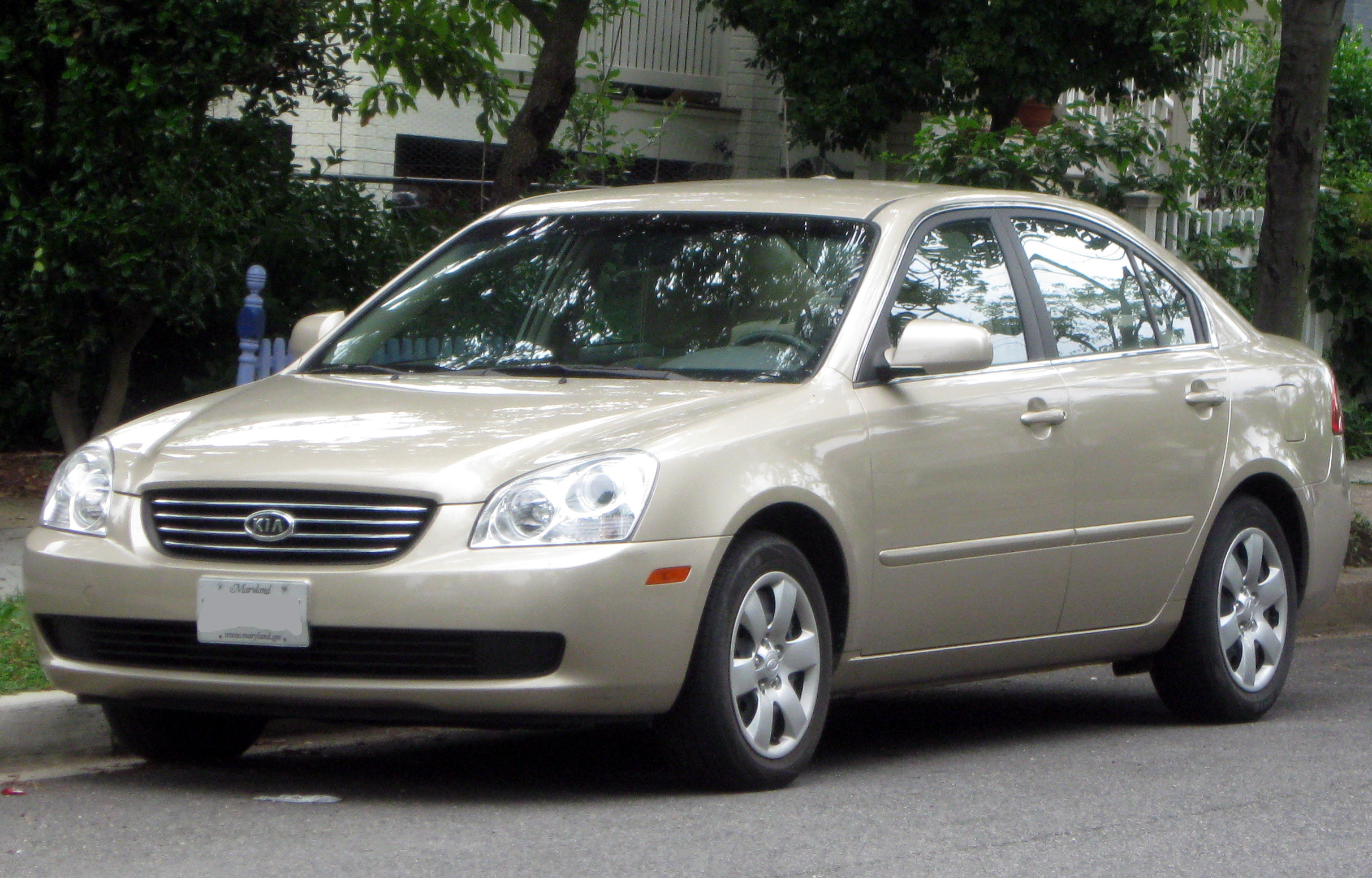
Kia Optima II

Kia Optima était le nom coréen de la Kia Magentis sur d'autres marchés. En Europe, deux générations de Magentis ont été commercialisées et elles correspondaient aux deux premières générations d'Optima sur d'autres marchés. Ainsi, la première génération d'Optima européenne correspond à la troisième génération à l'échelle mondiale de cette dernière.

## 1regénération (2011-2015)
La première génération de Kia Optima en Europe, appelée Kia K5 en Corée du Sud, est lancée en 2011 et restylée en 2013. Jusqu'à son renouvellement en 2015, elle ne serait que très peu vendue.

### Motorisations
Outre-Atlantique, deux choix de 4 cylindres sont possibles pour la Kia Optima : un 2,4 litres de 200 ch ou un 2 litres suralimenté par turbocompresseur de 274 ch.
En France, c'est un unique moteur diesel 1.7 CRDI de 136 ch qui était proposé jusqu'à l'arrivée d'un modèle hybride à l'automne 2012 composé d'un moteur 2 litres essence de 150 ch secondé par un moteur électrique de 40 ch.
|                            | CRDi                            | CRDi                            | Hybrid                          | Hybrid                          |
| -------------------------- | ------------------------------- | ------------------------------- | ------------------------------- | ------------------------------- |
| Moteur                     | 4 cylindres                     | 4 cylindres                     | 4 cylindres                     | 4 cylindres                     |
| Cylindrée                  | 1685                            | 1685                            | 1999                            | 1999                            |
| Puissance maximale         | 136 ch au régime de 4000 tr/min | 136 ch au régime de 4000 tr/min | 190 ch au régime de 6000 tr/min | 177 ch au régime de 5500 tr/min |
| Couple maximal             | 325 Nm au régime de 2000 tr/min | 325 Nm au régime de 2000 tr/min | 385 Nm                          |                                 |
| Boîte de vitesses          | BVM6                            | BVA6                            | BVA6                            | BVA6                            |
| Vitesse maximale           | 202                             | 197                             | 192                             | 192                             |
| 0-100 km/h                 | 10.6                            | 12                              | 9.4                             | 9.4                             |
| Consommation (en L/100 km) | 4.9                             | 6                               | 5.1                             | 5.1                             |
| Émissions de CO2 (en g/km) | 128                             | 158                             | 119                             | 119                             |

### Sécurité
La Kia Optima est équipée d'un freinage ABS, du contrôle électronique de stabilité et de l'anti-patinage. Elle dispose aussi de 6 airbags (frontaux, latéraux avant et rideaux latéraux).

### Transmission
Deux possibilités de transmissions sont possibles : soit une boîte manuelle à 6 vitesses, soit une automatique à 6 vitesses avec mode manuel.
Sur le modèle hybride, la transmission est automatique et le moteur électrique est à la place du convertisseur de couple.

### Direction
La Kia Optima dispose d'une direction à crémaillère assistée.

## 2egénération (2015-2019)

### Phase 1
La seconde génération de la Kia Optima européenne est dévoilée au salon de l'automobile de New York du 2 au 3 avril. Sa face avant est inspirée de celle du concept car Kia Sportspace dévoilé au salon de Genève 2015,. Une carrosserie break qui est largement inspirée du concept car est présenté fin 2015 puis à nouveau en 2016 au salon de Genève 2016.

#### Motorisations
En Europe, la Kia Optima de 2015 est équipée au choix d'un moteur diesel 1,7 CRDi de 141 ch affichant des émissions de CO2 de 110 g/km ou d'un essence 2,0 de 163 ch. Les deux moteurs seront proposés avec une boîte manuelle ou automatique à six rapports.

#### Kia Optima GT
Au Salon de Francfort 2015, Kia a présenté une version sportive GT sur sa nouvelle Optima. Cela lui permet de relancer les exemplaires de la familiale qui n'a connu que très peu de ventes depuis son apparition en Europe en 2012. Elle sera aussi adaptée sur la version break SW au Salon de Genève 2016.

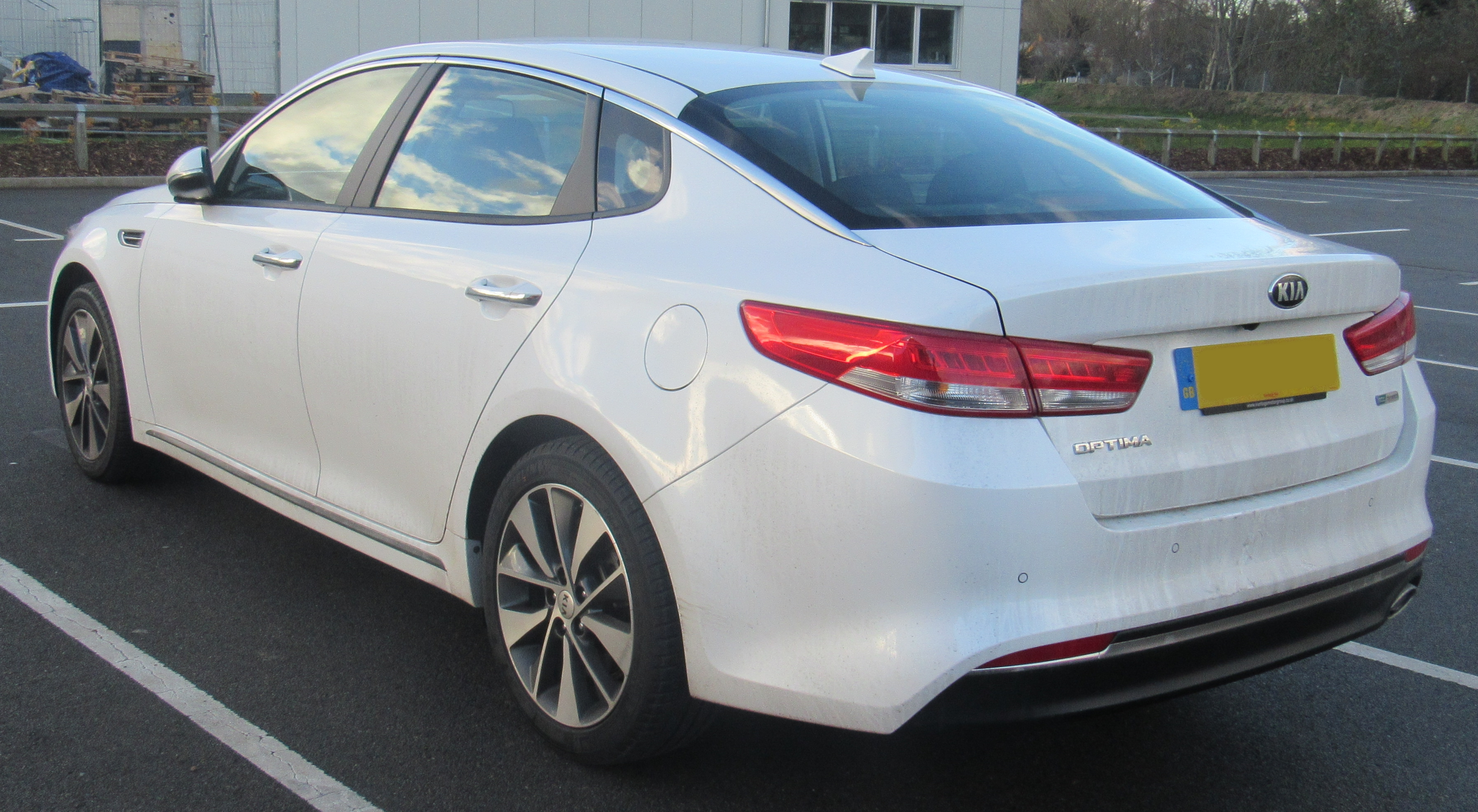
Vue arrière (Berline)
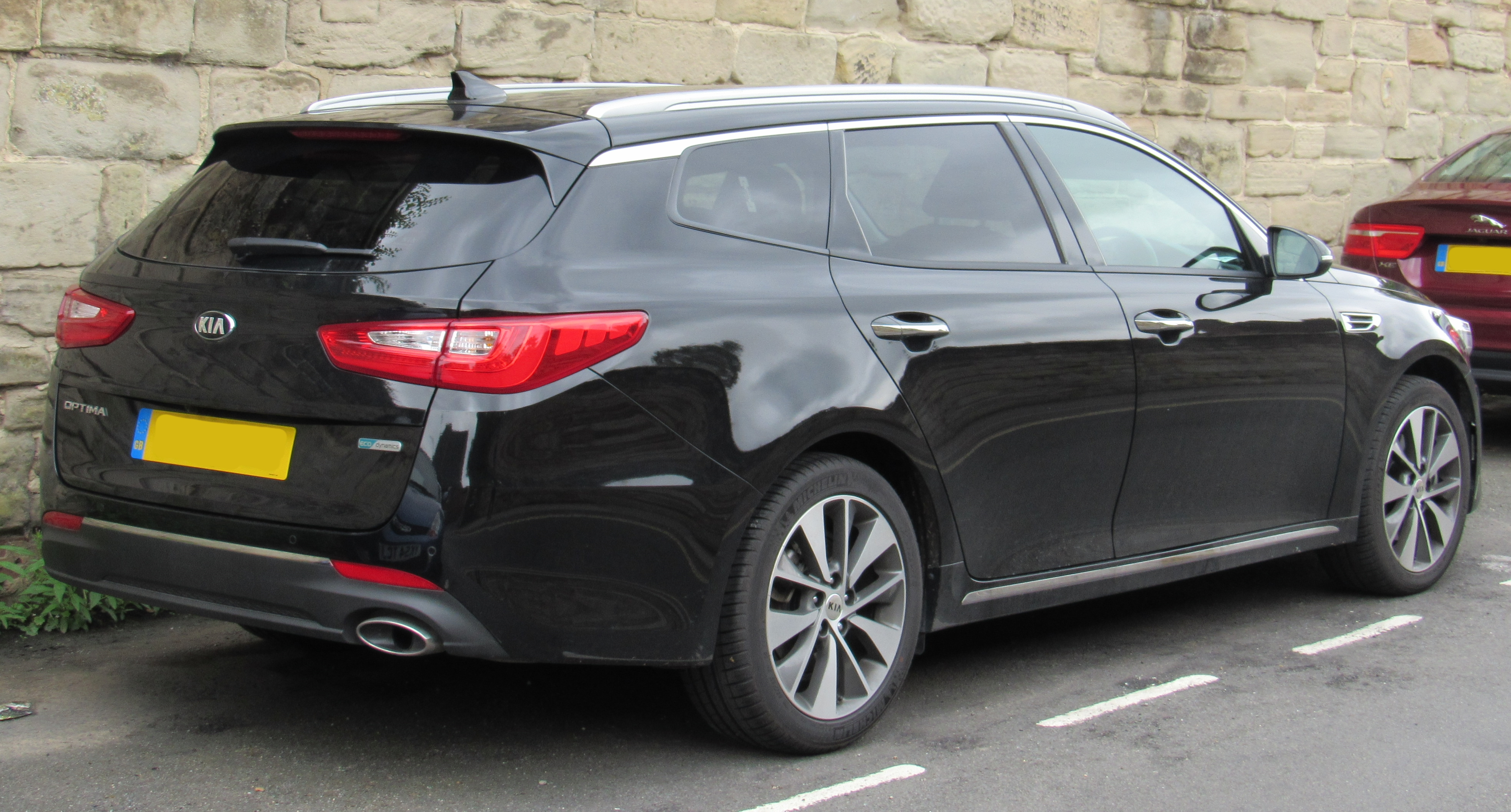
Vue arrière (SW)

### Phase 2
La version restylée de la Kia Optima est présentée au salon international de l'automobile de Genève 2018.
Le quatre cylindres diesel 1.7 CRDI 141 ch cède sa place au nouveau 1.6 CRDI 136 ch qui est équipé de la réduction catalytique sélective (SCR). L'Optima reçoit de plus, un nouveau quatre cylindres essence 1.6 Turbo de 180 ch accouplé à une boîte de vitesses à double embrayage.

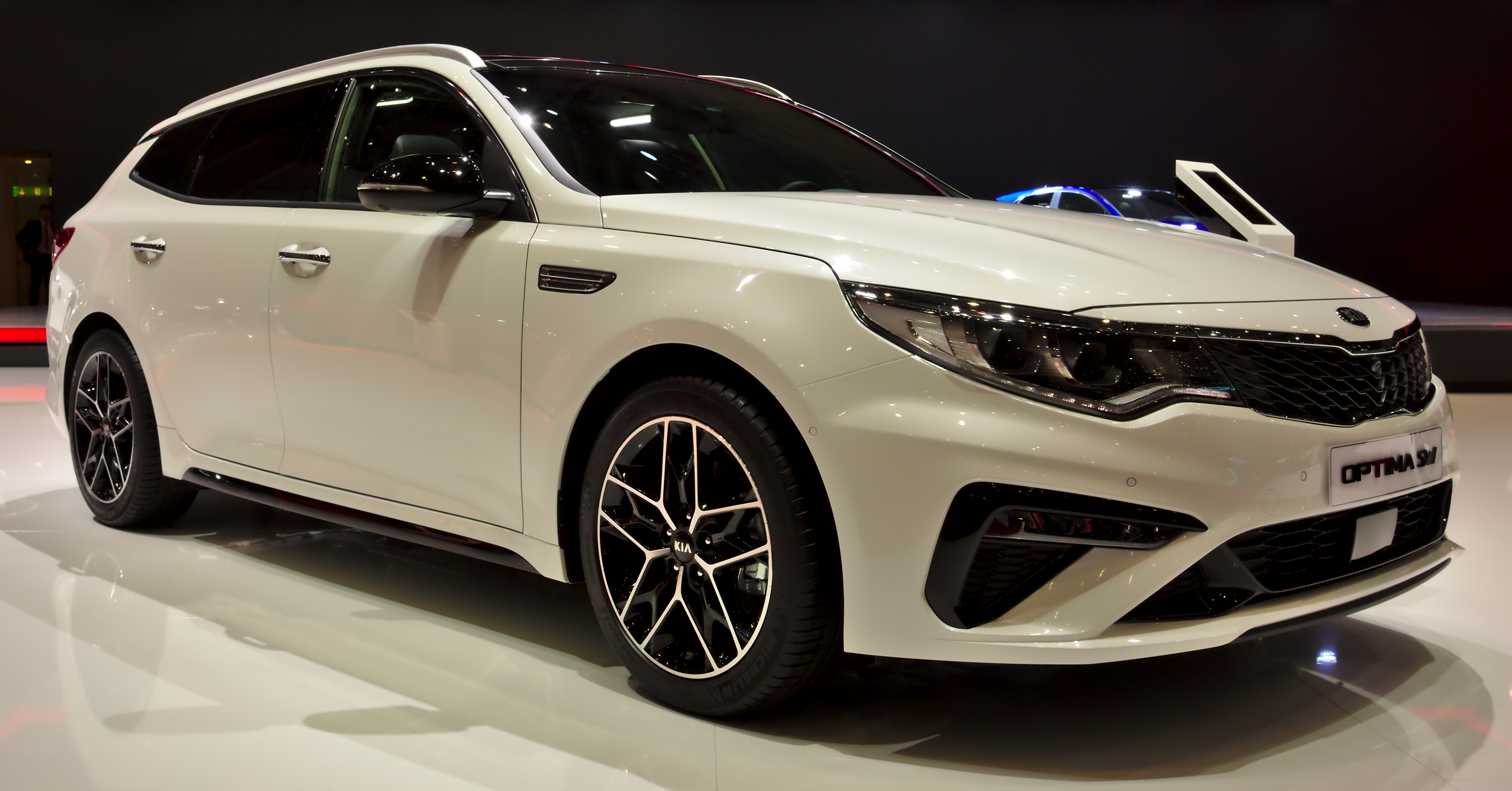
Vue avant après restylage
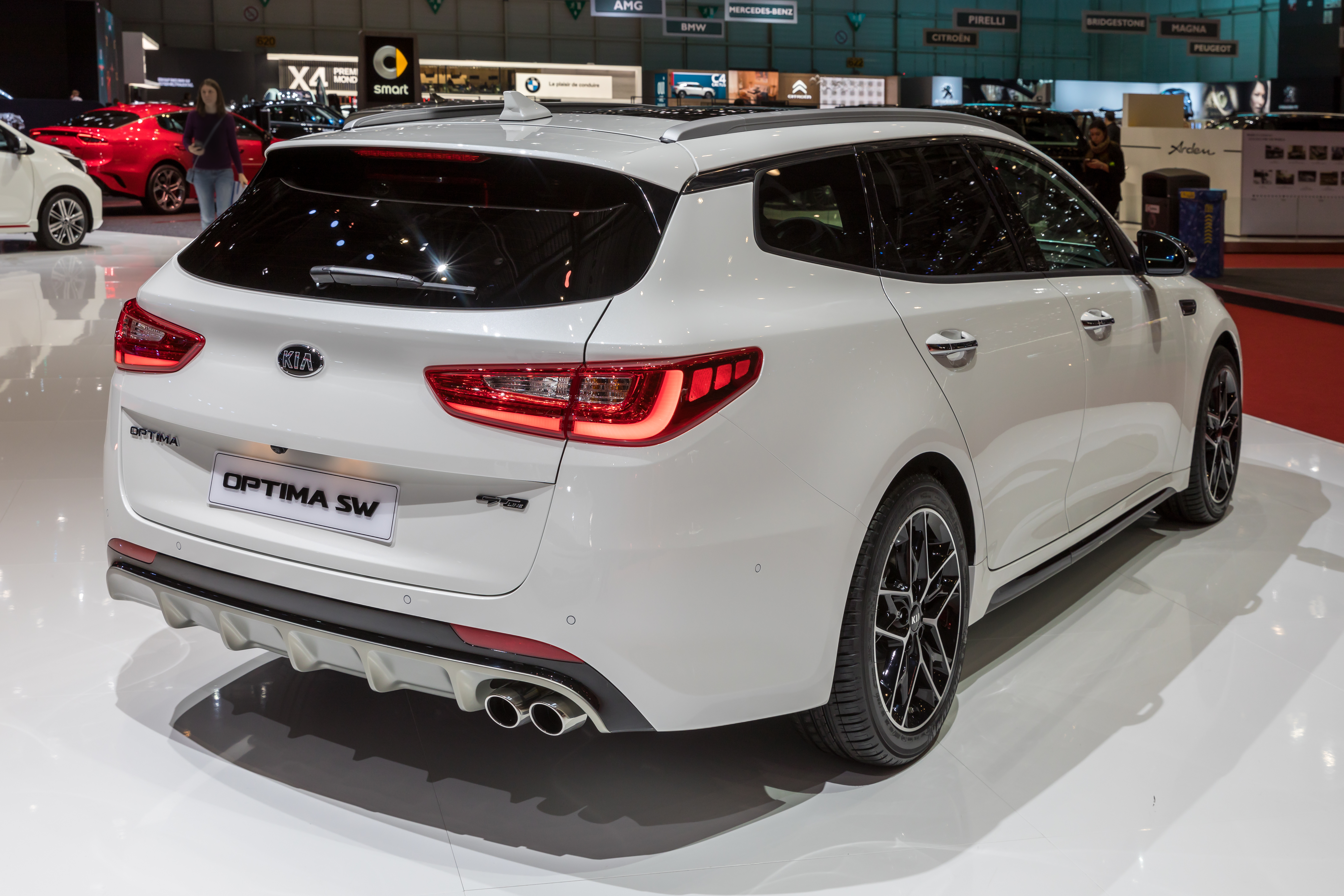
Vue arrière après restylage (SW)
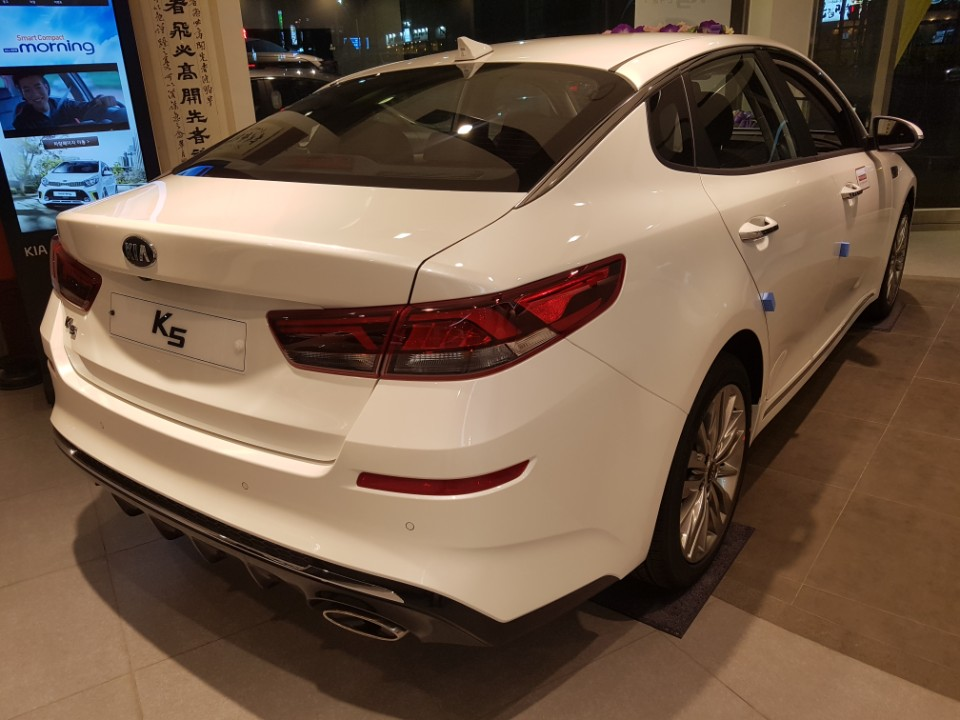
Vue arrière après restylage (Berline)

## 3egénération (2020 -)
La troisième génération de la Kia K5 est dévoilée en images le 12 novembre 2019.

### Présentation
L'Optima III n'est plus, le constructeur ayant fait le choix de ne plus proposer sa berline sur le marché européen et de ne plus conserver le nom Optima, celle-ci n'est plus diffusée que sous le nom de Kia K5 pour l'Asie et l'Amérique. La K5 est commercialisée à partir de juillet 2020.
Elle adopte le nouveau logo Kia en 2021.

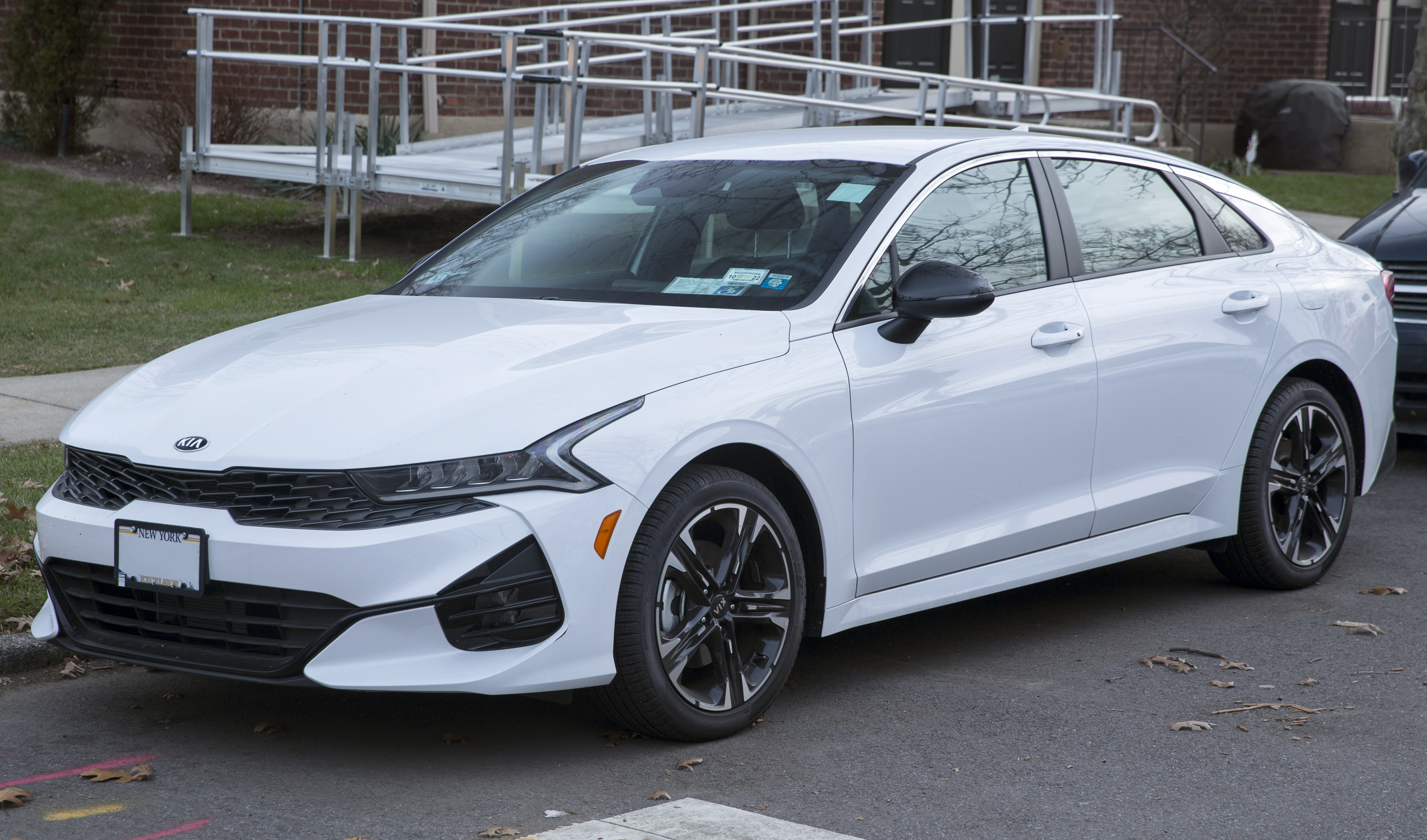
Kia Optima GT-Line
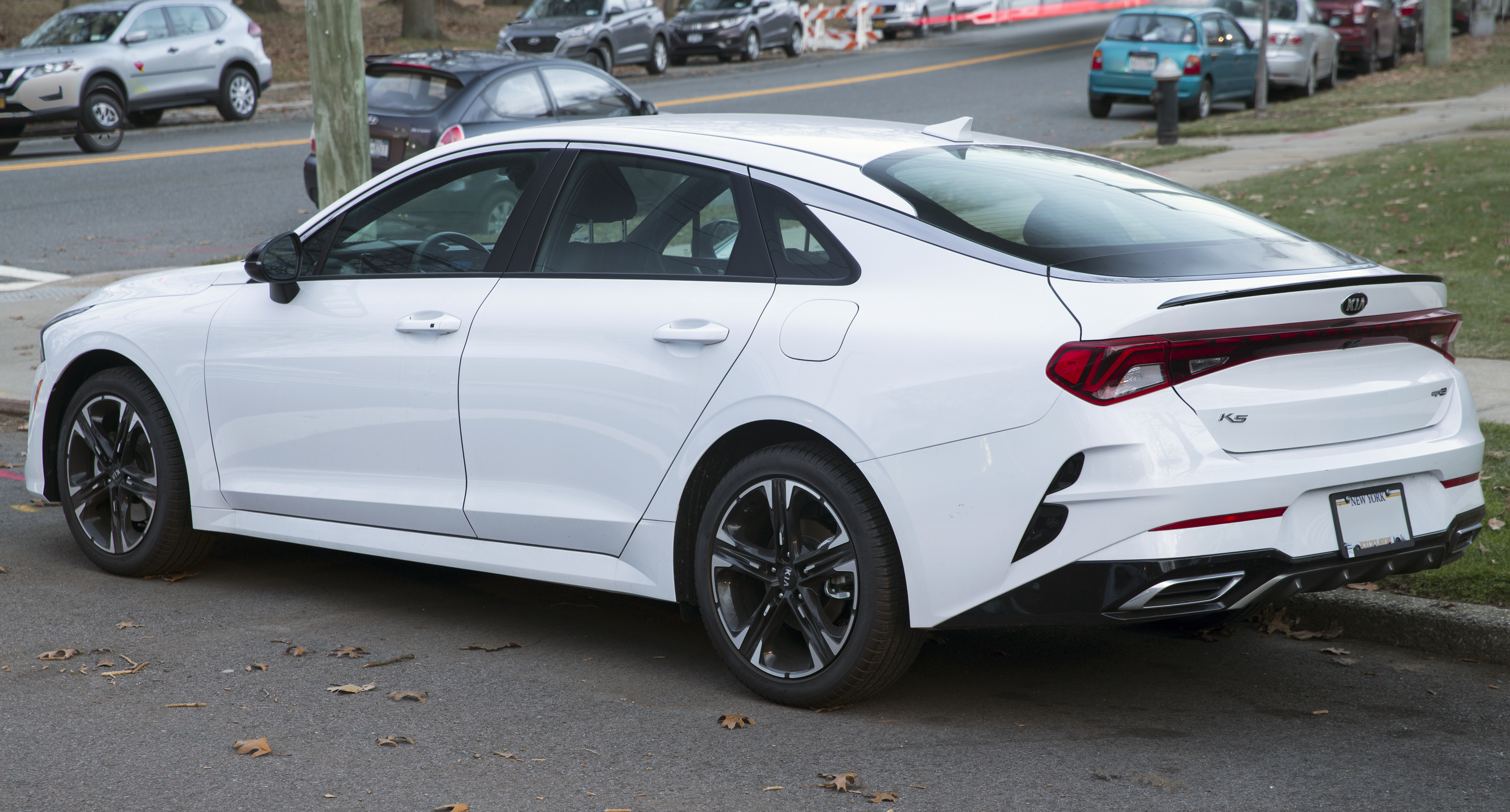
Kia Optima GT-Line
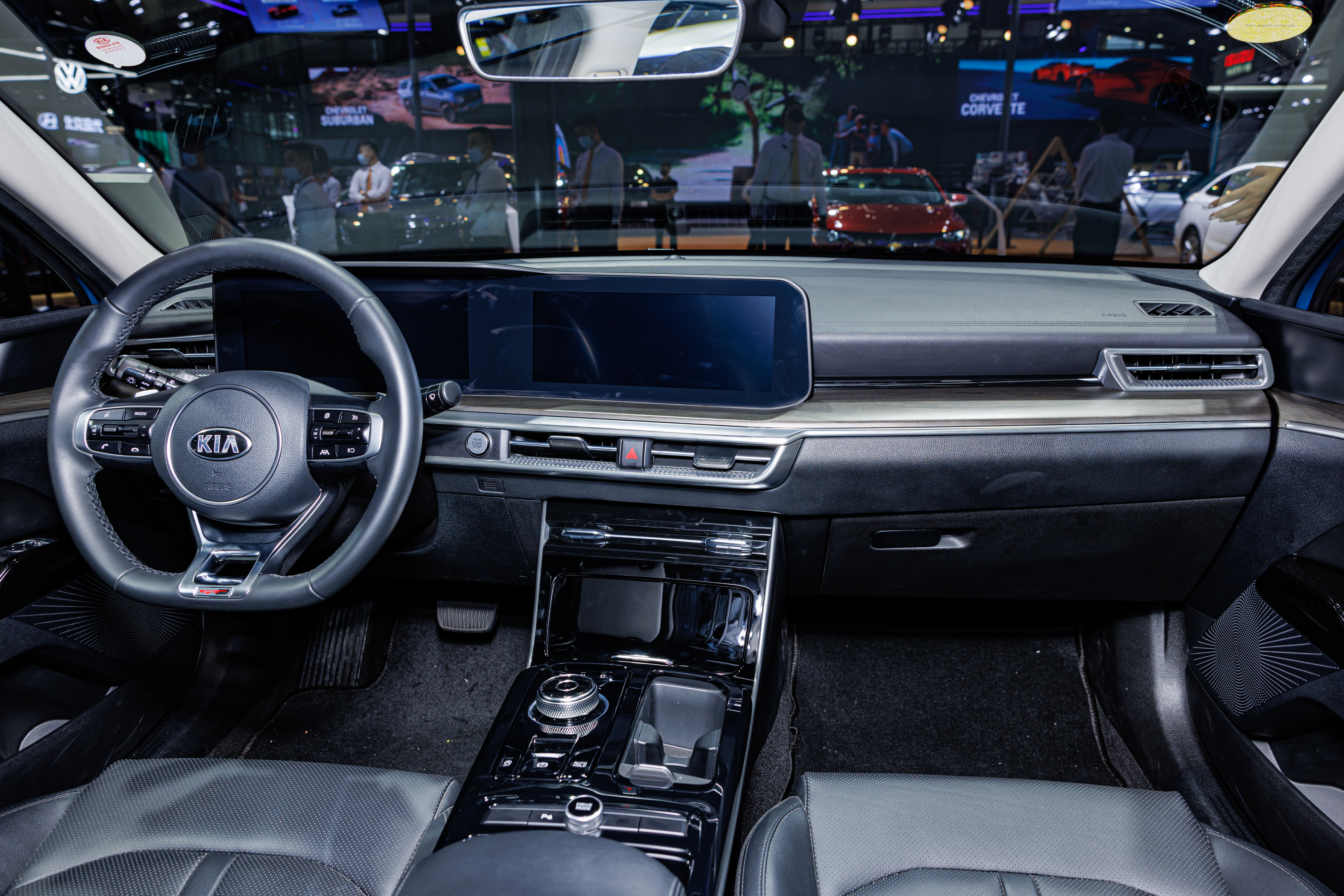
Kia K5 (intérieur)

### Caractéristiques techniques
La K5 repose sur la plateforme technique N3 du constructeur.